# Paprika de Szeged

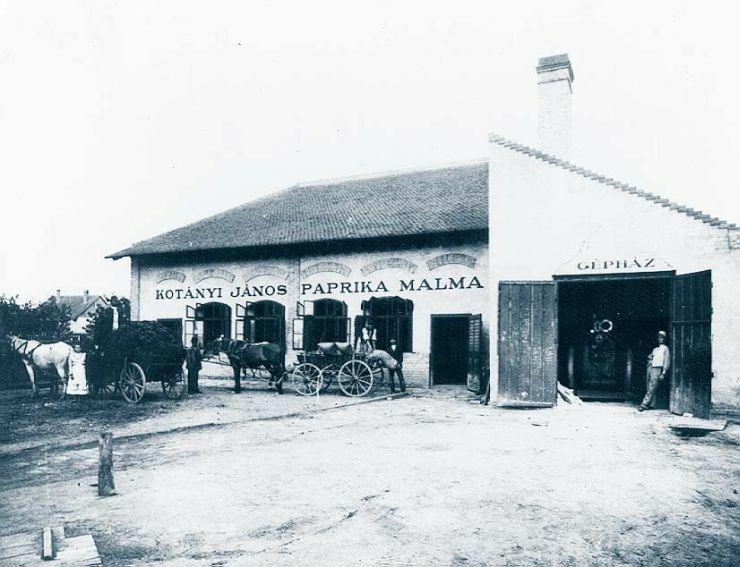
Transformation de paprika à Szeged.

Le szegedi fűszerpaprika-őrlemény (paprika de Szeged en français) est une variété hongroise de paprika originaire de Szeged. Il bénéficie depuis 2010 d'une appellation d'origine protégée garantissant sa qualité organoleptique et le savoir-faire ancestrale de ses producteurs locaux. 

## Origine

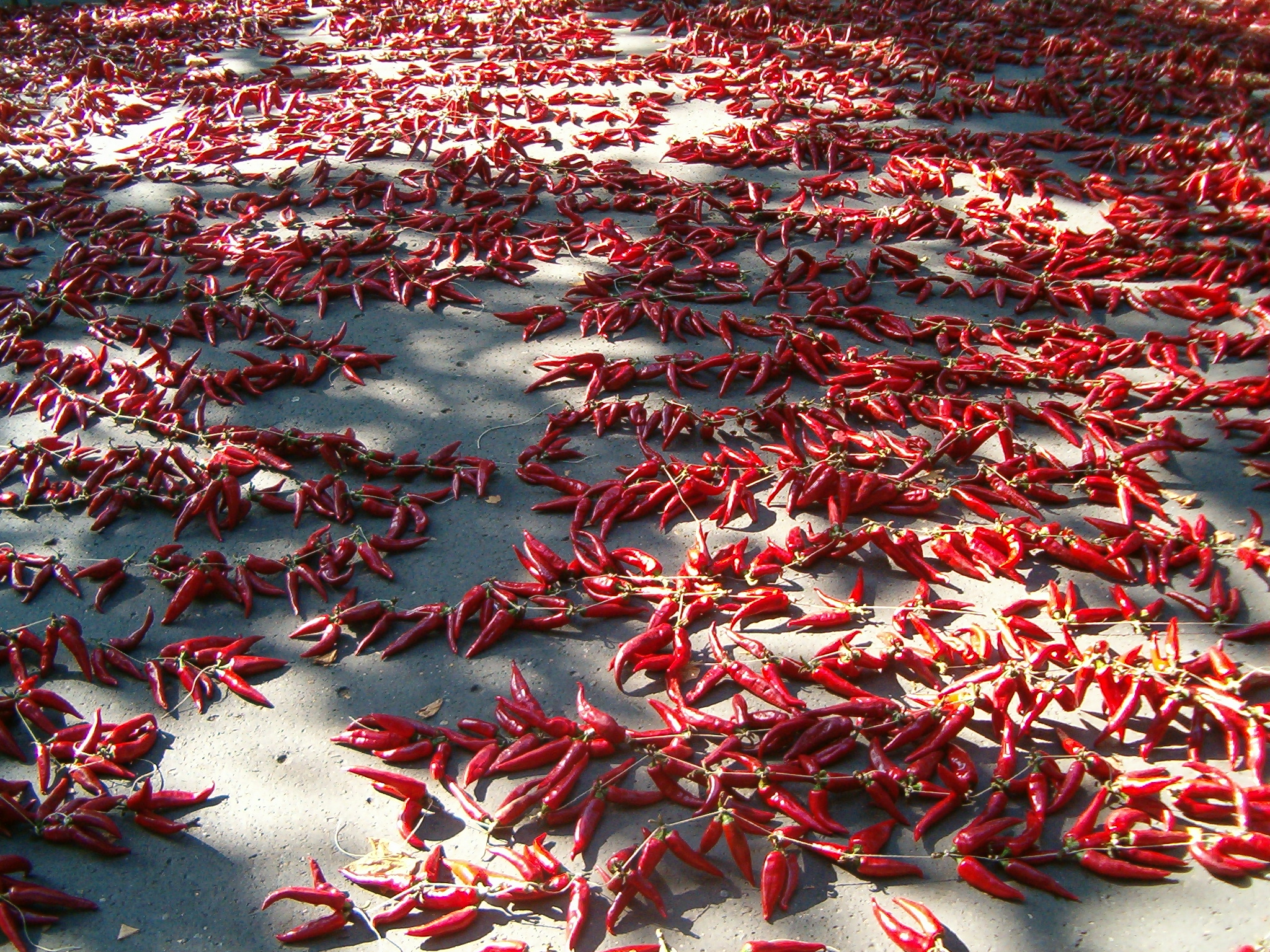
Poivron de Szeged destiné à la fabrication du paprika de Szeged AOP

Il est transformé à partir du poivron de Szeged séché.